# رولزبی
رولزبی (به انگلیسی: Rollesby) یک روستا و محله مدنی در بریتانیا است که در Great Yarmouth واقع شده‌است. رولزبی ۵٫۹۱ کیلومتر مربع مساحت و ۹۴۶ نفر جمعیت دارد.